# Henrique Cazes
Henrique Leal Cazes (* 2. Februar 1959 in Rio de Janeiro) ist ein brasilianischer Cavaquinhospieler, Komponist und Arrangeur sowie Radiomoderator.

## Leben
Henrique Cazes ist der Sohn des Gitarristen und Komponisten Marcel Cazes. Sein Bruder ist der  Perkussionist Beto Cazes. Henrique Cazes ist Autodidakt und begann im Alter von sieben Jahren Gitarre zu spielen. Im Laufe der Zeit wurde sein Interesse für weitere Instrumente wie Cavaquinho, Banjo, Viola Caipira, Mandoline und Tenorgitarre geweckt.
Seine musikalische Karriere begann 1976 mit der Gruppe Coisas Nossas. 1980 wurde er neben seinem Bruder Beto Cazes Mitglied des renommierten Ensembles Camerata Carioca, dem der Mandolinist Joel Nascimento und der Pianist Radamés Gnattali angehörten. 1988 begann mit der Schallplattenproduktion Selo Musicazes sein Erfolg als Cavaquinhospieler. Im selben Jahr veröffentlichte er eine Schule für Cavaquinho (Escola moderna do cavaquinho). Er war weiterhin als Schallplattenproduzent tätig und komponierte Musik für das Fernsehen, Kinofilme und das Theater. 2002 begann Cazes, eine Reihe von Titeln der Beatles im Stile des Choro und anderer brasilianischer Rhythmen zu arrangieren, welche mittlerweile auf vier CDs veröffentlicht wurden. Im Jahre 2004 entwickelte und präsentierte er die Sendung Nacional Choro Clube beim Rádio Nacional AM, in der viele bekannte brasilianische Musiker des Choro und Samba vorgestellt wurden. Henrique Cazes gehört aktuell zu den wichtigsten Protagonisten des Cavaquinho in Brasilien.

## Diskographie
- Vivaldi e Pixinguinha (mit Camerata Carioca), 1982, LP
- Tocar (mit Camerata Carioca), 1983, LP
- Henrique Cazes. Selo Musicazes, 1988, LP
- Henrique Cazes tocando Waldir Azevedo, 1990, CD
- Waldir Azevedo, Pixinguinha, Hermeto & cia, 1992, CD
- Desde que choro é choro, 1995, CD
- Relendo Waldir Azevedo, 1997, CD
- Chorinho (var.), 2001, CD
- Beatles'n'Choro, 2002, CD
- EletroPixinguinha XXI, 2003, CD
- Beatles'n'Choro (vol. 2), 2003, CD
- Pixinguinha de Bolso, 2004, CD
- Beatles'n'Choro (vol. 3), 2004, CD
- Beatles'n'Choro (vol. 4), 2005, CD
- Uma história do cavaquinho, 2012, CD
- Brincando com o cavaquinho - 25 anos de solo, 2014, DVD